# ميشيل أونج نزوجيبوامي
ميشيل أونج نزوجيبوامي (بالفرنسية: Michel-Ange Nzojibwami)‏ هُو مُمثل ومُخرج بوروندي. اشتهر ميشيل بشكل كبير بعد أدائه لشخصية الكولونيل تيونيست باغوسورا في فيلم «مُصافحة مع الشيطان» (بالإنجليزية: Shake Hands With the Devil)‏، وقد حصل عن هذا الدور على ترشيح لنيل جائزة جيني لأفضل مُمثل في دور مُساعد في حفل توزيع جوائز الثامن والعشرين، وذلك سنة 2008.

## الأفلام
| السنة | عُنوان الفيلم بالعربية | العُنوان الأصلي للفيلم      | الدور                      | ملاحظات                                               | مراجع |
| ----- | --------------------- | -------------------------- | -------------------------- | ----------------------------------------------------- | ----- |
| 2007  | مُصافحة مع الشيطان     | Shake Hands With the Devil | الكولونيل تيونيست باغوسورا | ترشح عن هذا الدور بجائزة جيني لأفضل مُمثل في دور مُساعد | [ 4 ] |

## روابط خارجية
ميشيل أونج نزوجيبوامي على موقع IMDb (الإنجليزية)